# Контрада Канчели индустријска зона N.1 (Терамо)
Контрада Канчели индустријска зона N.1 (итал. Contrada Cancelli Zona Industriale N.1) је насеље у Италији у округу Терамо, региону Абруцо.
Према процени из 2011. у насељу је живело 28 становника. Насеље се налази на надморској висини од 131 м.